# Александер Хамилтон (књига)
Александар Хамилтон је биографија америчког државника Александера Хамилтона из 2004. године, коју је написао биограф Рон Черноу. Хамилтон, један од оснивача Сједињених Америчких Држава, био је инструментални промотер Устава САД, оснивач финансијског система нације и њен први секретар за финансије.
Књига, која је дочекана углавном позитивним признањима, освојила је прву награду Џорџ Вашингтон за књижевност за рану америчку историју и била је номинована за награду Националног круга књижевних критичара за биографију 2005. године. Године 2015, књигу је адаптирао у мјузикл Хамилтон драматург Лин-Мануел Миранда. Позоришна продукција је освојила бројна признања, укључујући 11 награда Тони.

## Позадина
Прије него што је почео да ради на Александру Хамилтону, Черноу је написао више књига на тему бизниса и финансија. Године 1990. објавио је књигу „Дом Морган“, која је обрађивала живот финансијера Џ. П. Моргана и освојила Националну књижевну награду за публицистику. Године 1998. написао је биографију о Џону Д. Рокфелеру која је остала на листи бестселера Њујорк тајмса 16 недјеља. Године 1999, Черноу је помјерио фокус са пословних могула да би започео биографију на нову тему, америчку политику. Касније је навео своју промјену фокуса „као начин да проширим свој опсег и да останем свјеж“ након што је био преплављен захтјевима за даљим биографијама о индустријалцима позлаћеног доба као што су Ендру Карнеги и Корнелијус Вандербилт. Стога је Черноу назвао Хамилтона својом „стратегијом изласка“. Ова књига би омогућила улазак у уставно право и спољну политику, а да и даље укључује велику финансијску димензију.
Черноу је започео процес писања 1998. године прегледавши више од 22.000 страница Хамилтонових радова и архивских истраживања широм свијета. Описао је Хамилтоново опсежно писање називајући га „људском машином за ријечи“, рекавши да је „морао да произведе максималан број ријечи који људско биће може да изгребе за 49 година“. Током свог писања и истраживања, Черноу је такође одвојио вријеме да дубље зарони у Хамилтонову историју. Држао је пиштоље за дуел коришћене у чувеном дуелу Бур-Хамилтон, посјетио је затворску ћелију на острво Сент Крој гдје је била затворена Хамилтонова мајка, отишао је на острво Бекија у Сент Винсенту и Гренадинима гдје је Хамилтонов отац нестао након што је напустио свог ванбрачног сина, и генетски је тестирао прамен Александрове косе на његов расни састав. Черноу је објаснио Хамилтона у својој књизи рекавши: „Ако је Вашингтон отац земље, а Медисон отац Устава, онда је Александар Хамилтон сигурно био отац америчке владе.“

## Критички одговор
Након објављивања 2004. године, Александар Хамилтон је номинован за награду Националног круга књижевних критичара за биографију. Године 2005, освојио је прву награду Џорџ Вашингтон за књижевност у вриједности од 50.000 долара за рану америчку историју. Књига је провела три мјесеца на листи бестселера Њујорк тајмса након објављивања, а затим се вратила на листу 2015. године након објављивања представе Хамилтон: Амерички мјузикл.
Књига је добила позитивне критике и од Дејвида Брукса и од Џенет Маслин из дневног листа „The New York Times“. Брукс је написао: „[док] су други писци... боље описали Хамилтонову политичку филозофију, нико није тако потпуно и лијепо ухватио самог Хамилтона као Черноу.“ Маслин је похвалила Черноуову биографску способност да „дода трећу димензију конвенционалним погледима на Хамилтона, док истовремено превазилази границе личног портрета“.
Међутим, Бенџамин Шварц, пишући за амерички магазин „The Atlantic“, критиковао је књигу, кривећи Черноуа за непознавање револуционарне америчке политике. Иако је хвалио Черноуову раније биографије о Моргану и Рокфелеру, у својој рецензији „Хамилтона“ је навео: „Он се очигледно не осјећа као код куће у осамнаестом вијеку; његово разумевање религије, ставова и интелектуалне историје је несигурно, а недостаје му владање идеолошким, политичким, секцијским и друштвеним разликама које су дијелиле рану републику.“ Џастин Мартин, пишући за новине „San Francisco Chronicle“, додатно је сматрао да је књига „сува и спекулативна“, као и спорог темпа; „може се само претпоставити да је Черноу, упркос свом богатом таленту, у стиску глупе књижевне конвенције, наиме, да биографије главних личности морају бити веома, веома дугачке.“

## Адаптација за позориште
Почев од 2008. године, Черноу је радио са Лин-Мануелом Мирандом као историјски консултант за Мирандину новозамишљену бродвејску продукцију, Хамилтон. Миранда је набавио примјерак Черноуове књиге док је био на одмору и, након што је прочитао неколико првих неколико поглавља, схватио је њен потенцијал као мјузикла. Преко заједничког пријатеља, Черноу је присуствовао представи мјузикла „У висинама“ гдје се састао са Мирандом иза сцене. Миранда је рекао Черноу да је видио „хип-хоп пјесме како се уздижу са странице“ док је читао биографију и желио је његову помоћ као историјског консултанта за мјузикл.
Шест година, Черноу је помагао Миранди да пише мјузикл „Хамилтон“. Мјузикл је премијерно изведен 20. јануара 2015. године у позоришту под називом The Public Theater (превод Јавно позориште) у Њујорку. Добио је рекордних 16 номинација за награду Тони, освојивши 11, укључујући и награду за најбољи мјузикл, а такође је био и добитник награде Греми за најбољи албум мјузикла за позориште 2016. године. Мјузикл је такође освојио Пулицерову награду за драму 2016. године.
Након успеха мјузикла, објављено је меко издање књиге „Александер Хамилтон“ са логом мјузикла на корицама. Продаја је скочила са 3.300 примерака у 2014. на 106.000 у 2015. години, а књига се вратила на листу бестселера The New York Times. Такође, вратила се на листу 50 најпродаванијих према часопису „USA Today“. Са поновним објављивањем, појавиле су се додатне рецензије биографије, посебно у издањима „The Guardian“[22] и „The Times“. Након премијере мјузикла у Европи, књига је први пут почела да се штампа у Уједињеном Краљевству.